# 川口啓太
川口 啓太（かわぐち けいた、1954年7月15日 - ）は、元アマチュア野球選手（内野手）、野球指導者。

## 来歴・人物
初めは日大一高に通学していたが、日体荏原高に転校する。高校卒業後に明治大学に進学して硬式野球部に所属。東京六大学野球リーグではエースの丸山清光や名取和彦の好投もあり、1975年に春秋季連続優勝を飾る。同年春季リーグではベストナイン（三塁手）に選出された。直後の全日本大学野球選手権ではこの大会初となる満塁本塁打も記録するが、準決勝で中畑清を打の主軸とする駒大に敗退する。しかし同年の明治神宮野球大会は、決勝で因縁の駒大を降し優勝を飾った。
その後は江戸川学園取手高校の野球部部長、沼津学園高校の監督を務めた。当時の教え子に杉山賢人、杉山直樹がいる。
1992年からは母校の明治大学でコーチを務め、筑波大学大学院体育研究科を修了。2003年春からは体調不良を起こしていた斎藤茂樹監督の代わりに指揮を執り、翌年には正式に監督に就任し、同年の春季リーグで優勝を果たし、第2回世界大学野球選手権大会でもコーチを務めた。
その後は、明治大学商学部准教授、全日本大学野球連盟評議員、選抜高校野球選考委員を務めた。